# Theretra griseomarginata
Theretra griseomarginata is een vlinder uit de familie van de pijlstaarten (Sphingidae). De wetenschappelijke naam van de soort werd in 1898 gepubliceerd door George Francis Hampson.